# Cascina Vione
Cascina Vione è una frazione geografica del comune italiano di Basiglio, in provincia di Milano.

## Geografia
Si trova in una zona con numerosi canali, che si originano dalla roggia Speziana e dall'Olona.

## Storia
L'esistenza del borgo è attestata nel 1086, come possesso della famiglia De Villiono, e nel 1240 come castrum, che passò in proprietà dell'abbazia di Chiaravalle e ne divenne una grangia. 
Nel Quattrocento passò al monastero di Sant'Ambrogio di Milano. Fu comune autonomo fino al 1751, quando venne annesso a Basiglio su ordine dell'imperatrice Maria Teresa.

## Descrizione
Conserva l'impianto chiuso di forma quadrangolare e con due ingressi principali, con portali settecenteschi. All'interno gli spazi sono organizzati su otto cortili suddivisi funzionalmente. Vi si trova la chiesa di San Bernardo e un antico mulino.
Cascina Vione è un Borgo storico, il cui perimetro è delineato da strade e corti che costituiscono un confine naturale con una fitta rete di rogge navigabili. Passeggiando al suo interno possiamo scoprire i segni di antichi carri impressi sulle soglie di due portali del Settecento, che raccontano viaggi, scambi, fiere e mercati, orme di un passato di monaci, contadini e viandanti in viaggio da Pavia a Milano. Proseguendo lungo il borgo, scopriamo edifici molto diversi tra loro per epoca e stile e vasti spazi aperti come il bellissimo giardino della villa padronale. Questo luogo storico è tutelato da un punto di vista artistico dalla legge 1089 e come bene architettonico monumentale nel suo insieme. Cascina Vione, è un importante complesso rurale seicentesco della Bassa Milanese, nel quale sono inglobati i resti di una cappella romanica. Dopo decenni di abbandono e degrado per l'ex grangia fondata nel XIII secolo dai monaci cistercensi dell'abbazia di Chiaravalle, tra il 2008 ed il 2011 si è insediata nel territorio comunale una comunità chiusa.

Una foto di archivio del Borgo di Vione

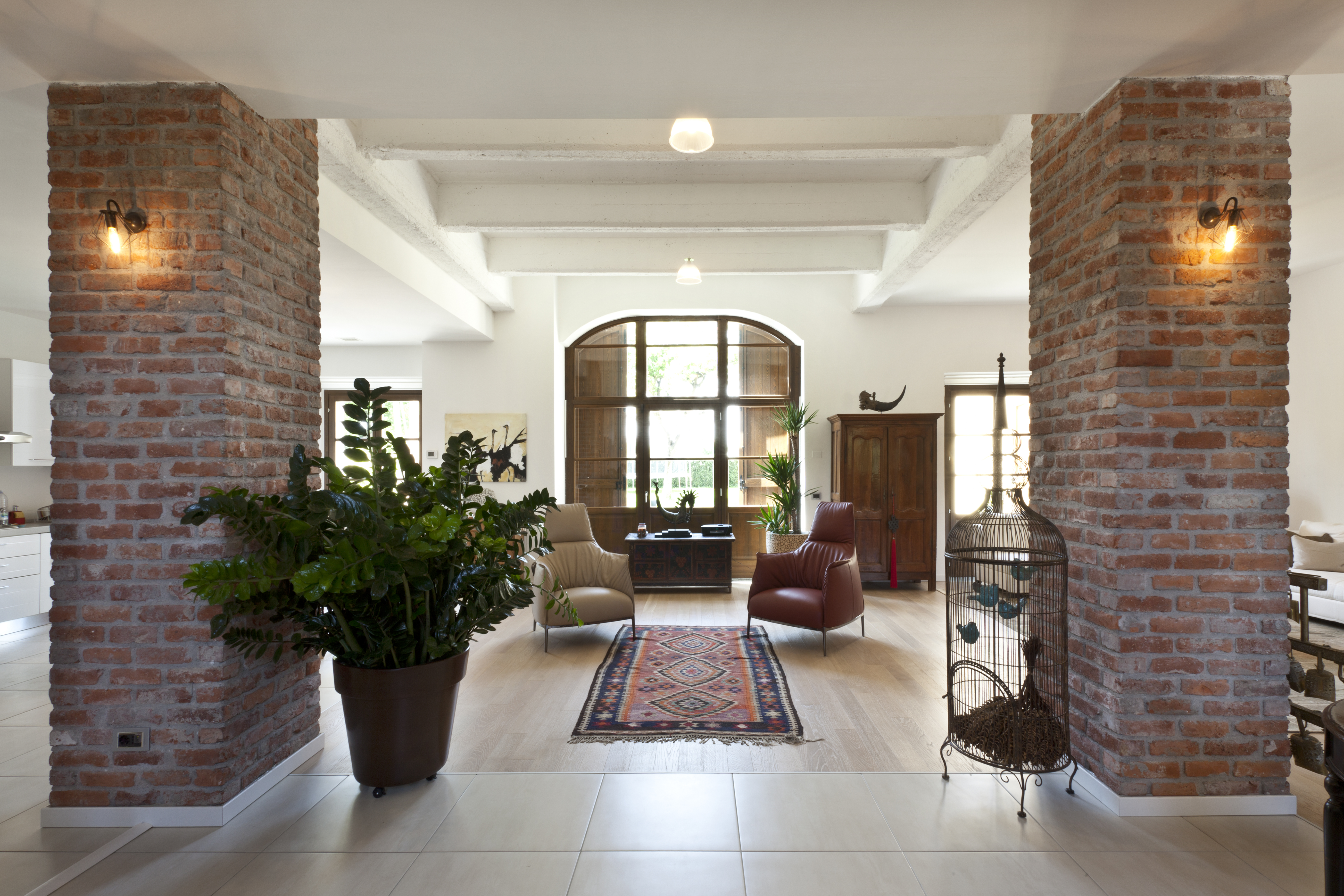
Un interno del Borgo di Vione